# 鈴木瞳美
鈴木 瞳美（すずき ひとみ、2001年4月13日 - ）は、日本のアイドル。指原莉乃プロデュースの女性アイドルグループ・≠MEのメンバーである。東京都出身。代々木アニメーション学院所属。愛称は、ひぃちゃん。

## 略歴
- 2015年9月19日から2018年4月16日まで女性アイドルグループ「原宿駅前パーティーズ」のユニット「ふわふわ」に所属し活動[2]。

 2019年 
- 1月26日、=LOVEの姉妹グループオーディションの最終審査に合格[3]。
- 2月24日、≠MEのお披露目会見が行われ、≠MEのメンバーとして正式に発表された[4]。

 2021年 
- 1月22日、株式会社玉屋のファッションブランド『LODISPOTTO』の『2021 Spring Collection』のモデルを谷崎早耶とともに務めることが発表された[5]。
- 4月7日、キングレコードより発売された1stミニアルバム『超特急 ≠ME行き』でメジャーデビュー[6]。
- 4月8日、横浜市中区、神奈川県警、ラジオ日本がおこなう春の交通安全キャンペーンで、神奈川県警加賀町警察署の一日警察署長を務めた[7][8]。
- 6月30日、株式会社エスダーヴのファッションブランド『Ank Rouge（アンクルージュ）』の『Neo Casual AW Collection vol.2』のモデルを務めることが発表された[9]。
- 11月5日、同月26日公開の映画『スパゲティコード・ラブ』に、劇中のアイドルグループ「U+P」のメンバー役として出演し、挿入歌『誰もいない森の奥で一本の木が倒れたら音はするか?』を担当する事が発表された[10]。

 2022年 
- 4月1日、ファッションブランド『Honey Cinnamon』の『Summer Collection 2022』のコレクションモデルを務めることが発表された[11]。
- 10月3日、ファッションブランド『Honey Cinnamon』の『winter collection』のモデルを務めることが発表された[12]。
- 12月21日、ソフトバンクの"神ジューデン"スマホ「Xiaomi 12T Pro」のWEBCMに主演として出演[13][14]。
- 12月28日、『SHOWROOM AWARD 2022 イコノイジョイ賞 最優秀賞パフォーマー』を受賞[15]。

 2023年 
- 2月20日、ファッションブランド『Honey Cinnamon』の『2023 Spring Collection』のモデルを務めることが発表された[16]。
- 3月31日、「≠ME 4th ANNIVERSARY PREMIUM CONCERT」の昼公演にて、1st写真集の発売が発表された[17][18][19]。
- 4月1日、ANAの訓練施設「ANA Blue Base」の広告にタイアップ出演[20][21][22]。

 2024年 
- 9月13日、個人YouTubeチャンネル『すずきひとみ』を開設した。

## 人物
- 愛称はひぃちゃん[1]。
- 猫を一匹飼っている。一匹目はメメたろう[23][24]。二匹目はメメじろう、愛称じろう[1][25][26]。三匹目はきなこ。
- 日本人とタイ人のハーフ[1][27]。母の祖国であるタイに行ったことがある[28]。1st写真集の撮影で約14年ぶりにタイへ行った[29]。
- 長所は気合いで生きてること[27]。
- 短所はたくさん寝てしまうこと[27]。
- メンバーカラーは薄ピンク。

### 嗜好
- 憧れの人は=LOVEの大谷映美里と、乃木坂46の齋藤飛鳥[1]。
- 『裸足でSummer』から乃木坂46が好きになり、握手会やライブに行っていた[30]。好きな乃木坂46の楽曲は西野七瀬のソロ曲[30]。
- 好きな飲み物はコカ・コーラ[1][31][32]。好きな食べ物はタイ料理、もやし増し増しラーメン、おつまみ、あんず飴[28]、いちご。
- 一番好きな季節は春とクリスマス[28]。
- 好きなゲームは『荒野行動』と『あつまれ どうぶつの森』。

### 趣味
オアシス、イタリア、沖縄のビーチ、タイのビーチ、鳥（ハヤブサ）、ハワイの星空、宇宙などの定点カメラを鑑賞すること。

### 特技
崩れない前髪を作ること。タイ語のリスニング。どこでも寝れること。ファンに圧（と言う名の愛）をかけること。ローラのものまね。

### ≠ME
≠MEのオーディションを受けた理由は、歌って踊ることが好きだったのと、憧れていた=LOVEの姉妹グループのオーディションだったから。
≠MEでリスペクトしているメンバーと彼氏にしたいメンバーは冨田菜々風、彼女にしたいメンバーは蟹沢萌子。特に仲の良いメンバーは尾木波菜。

### その他
ほぼ毎日朝と夜にSHOWROOM配信をしている。1年のうち8ヶ月炬燵を出している。コカ・コーラのCMを狙っている。

## 出演

### テレビ番組
- それって!?実際どうなの課（2022年3月23日、中京テレビ）[33]
- あにレコTV（2023年1月24日、テレビ東京）[34]
- ジョシとドラゴン（2023年3月3日 - 31日、TBS）[35]
- アイ=ラブ！げーみんぐ~○○さんがオンラインになりました~（2023年7月16日・30日、テレビ朝日）
- ゲーム真面目さん（2023年8月31日深夜、テレビ東京系列） - 谷崎早耶、冨田菜々風と共に。
- これ余談なんですけど…（2023年9月13日、ABCテレビ） - アシスタント。
- 高校生ぃぃeeeee！STAGE:0 2023 eスポーツ甲子園（2023年9月17日、テレビ東京） - 菅波美玲と共に。
- あざとくて何が悪いの？（2023年9月18日、テレビ朝日） - 再現VTR・指原莉乃 役。
- ゲームズ・ボンド（テレビ朝日）
  - 2023年9月25日 - 谷崎早耶と共に。モンストをプレイ。
  - 2023年12月25日 - 谷崎早耶、本田珠由記と共に。桃太郎電鉄ワールドをプレイ。
  - 2024年7月1日 - 尾木波菜と共に。AFKアリーナをプレイ。
- ヒルナンデス!（2024年11月14日、日本テレビ）[36] - 冨田菜々風と共に。
- ラヴィット!（2025年3月11日、TBS）[37]

### テレビドラマ
- 民宿のかくし味（CBCテレビ） - 店員 役[38][39]
  - 番組公式SNS限定ドラマ「かくしきれないスピンオフ 民宿のかくし味」（2023年7月20日 - 9月15日、Twitter・Instagram） - 全8話。
  - 第3話（2023年8月11日）
  - 第4話（2023年8月18日）

### テレビアニメ
- 最近雇ったメイドが怪しい（2022年、五条院家のメイドB）

### ウェブ番組
- 渋谷LOFT9アイドル倶楽部 vol.17（2020年11月2日、TwitCasting）[40][41]
- ≠ME 鈴木瞳美のノイミーといっしょ（2021年4月10日 - 7月3日、OPENREC.tv） - パーソナリティ[42][43]。

### 映画
- スパゲティコード・ラブ（2021年11月26日、ハピネットファントム・スタジオ） - アイドルグループ「U+P」のメンバー 役[44][10]。

### 舞台
- ≠ME ACT LIVE「おジャ魔女どれみドッカ～ン！」（2022年5月15日 - 22日、品川プリンスホテル ステラボール） - コロンチーム・瀬川おんぷ 役（ジュエリーチーム・谷崎早耶とWキャスト）[45]
- 舞台「オッドタクシー 金鋼石は傷つかない」（2022年7月14日 - 18日、渋谷区文化総合センター大和田 伝承ホール[注 1]） - 市村しほ 役[47]
  - 延期公演：（2023年1月25日 - 31日、大手町三井ホール / 2月4日・5日、COOL JAPAN PARK OSAKA TTホール）[48]

### MV
- =LOVE 齊藤なぎさ（なーたん）「現役アイドルちゅ～」（2021年） - 尾木波菜、蟹沢萌子、冨田菜々風と共になーたんずとして。
- Sano Ibuki「下戸苦情」（2023年）[49]

### ラジオ
- ≠ME 鈴木瞳美のノイミーといっしょ（2021年4月3日 - 6月26日、ラジオ日本） - パーソナリティ[50][51]。
- ≠ME 鈴木と冨田のりんりん7（せぶん）！（2021年7月3日 - 2022年3月26日、ラジオ日本） - パーソナリティ[52]。

### ウェブCM
- ソフトバンクWEB 神ジューデン
  - 「鈴木瞳美」篇（2022年12月21日、YouTube） - 主演[53][14]。
  - 「せかさんといて」篇（2023年10月6日、YouTube） - ＝LOVE・佐々木舞香と共に起用[54][55]。
  - 「おどる鈴木瞳美」篇（2023年12月8日、YouTube）[56]

### イベント
- 第53回ラジオ日本交通安全キャンペーン公開収録（2021年4月8日、横浜市役所アトリウム） - 神奈川県警加賀町警察署一日署長[7][8]。
- イコノイジョイ大感謝祭「#みりにゃと女子会 プリンセスだけで楽しんじゃお♡」（2023年9月13日、品川プリンスホテル ステラボール）[57]

## モデル活動

### モデル
- Ank Rouge
  - 2020 Neo Casual SS Collection Vol.5（2020年5月15日） - 谷崎早耶と共に起用された。
  - 2021 Neo Casual AW Collection vol.2（2021年8月6日）
- LODISPOTTO 2021 Spring Collection （2021年1月22日） - 谷崎早耶と共に起用された[58]。
- Honey Cinnamon
  - Summer Collection 2022（2022年）[59]
  - winter collection（2022年）[60]
  - 2023 Spring Collection（2023年）[61][62]
  - 2023 Summer Collection（2023年）

### ランウェイイベント
- IDOL RUNWAY COLLECTION Supported by TGC（2023年8月7日、国立代々木競技場 第二体育館）[63][64]
- Rakuten GirlsAward 2023 AUTUMN/WINTER（2023年9月30日、幕張メッセ）[65][66]
- 第38回 マイナビ TOKYO GIRLS COLLECTION by girlswalker 2024 SPRING/SUMMER（2024年3月2日、国立代々木競技場第一体育館）[67]

## 書籍

### 写真集
- 1st写真集 『ひとめぼれ』（2023年7月5日、講談社、撮影：熊木優）ISBN 978-4-06-531466-1

### 雑誌
- 月刊ENTAME（徳間書店）
  - 2019年9月号（2019年7月30日） - 谷崎早耶、冨田菜々風と共に=LOVE・齊藤なぎさ、髙松瞳、野口衣織との姉妹グループ対談。
  - 2022年11月号（2022年9月29日） - 櫻井もも、本田珠由記と共に。
  - 2022年12月・1月合併号（2022年10月28日） - 蟹沢萌子と共に。
  - 2023年2月号（2022年12月28日）
  - 2023年6月・7月合併号（2023年4月28日） - 谷崎早耶、冨田菜々風、本田珠由記と共に。
- BRODY（白夜書房）
  - 2019年10月号（2019年8月23日） - 河口夏音、冨田菜々風と共に。
  - 2022年4月号（2022年2月22日） - 菅波美玲、谷崎早耶、冨田菜々風と共に。
- Top Yell NEO（竹書房）
  - 2019-2020（2020年1月8日） - 谷崎早耶、冨田菜々風と共に。
  - 2021 SPRING（2021年3月31日） - 落合希来里、河口夏音と共に。
  - 2022 SUMMER（2022年6月30日） - 谷崎早耶と共に。
- 声優パラダイスR vol.34（2020年1月31日、秋田書店）
- EX大衆（双葉社）
  - 2020年5月号（2020年4月15日）
  - 2022年2月号（2022年1月15日）
  - 2022年12月号（2022年11月15日） - 蟹沢萌子、本田珠由記と共に。
- Ray特別編集 IDOL BEAUTY BOOK（2020年7月30日、主婦の友社） - 冨田菜々風と共に。
- ≠PRESS 2020 NOVEMBER（2020年11月号、HUSTLE PRESS）
- WHITE graph 004（2020年11月26日、講談社） - =LOVE・齊藤なぎさとのペアグラビア[68]。
- BUBKA（白夜書房）
  - 2021年1月号（2020年11月30日） - 蟹沢萌子、谷崎早耶、冨田菜々風と共に。
  - 2023年10月号（2023年8月31日） - 冨田菜々風と共に。
- アップトゥーボーイ vol.301（2021年3月23日、ワニブックス） - 谷崎早耶、冨田菜々風と共に。
- BIG ONE GIRLS（近代映画社）
  - 2021年9月号（2021年7月31日） - 菅波美玲、谷崎早耶と共に。
  - 2022年11月号（2022年9月30日） - 冨田菜々風と共に。

- BOMB（ワン・パブリッシング）
  - 2021年12月号（2021年11月9日） - 谷崎早耶、冨田菜々風、永田詩央里と共に。
  - 2022年12月号（2022年11月9日） - 蟹沢萌子、櫻井もも、菅波美玲、谷崎早耶、冨田菜々風と共に。
  - 2023年5月号（2023年4月7日） - 蟹沢萌子、谷崎早耶、冨田菜々風と共に。
  - 2023年10月号（2023年9月8日） - 蟹沢萌子、谷崎早耶、冨田菜々風と共に。

- S Cawaii!特別編集『アンジュルムスペシャル』（2022年6月29日、主婦の友インフォス） - 尾木波菜、菅波美玲、谷崎早耶と共に。
- 週刊FLASH 2023年7月25日・8月1日合併号（2023年7月11日、光文社） - 1st写真集『ひとめぼれ』アザーカットを掲載。
- LARME 058（2023年9月15日、株式会社LARME）

### タウン誌掲載
- ジェイジー（2022年3月28日、新宿～御苑～四谷タウン誌） -「ケンズカフェ東京」イメージガール[69][70]。